# Ludwig Zirner
Ernst Ludwig Zirner (* 27. Februar 1906 in Wien, Österreich-Ungarn; † 9. Februar 1971 in Urbana, Illinois) war ein österreichisch-US-amerikanischer Musiker (Konzertpianist) und Opernregisseur.

## Karriere
Ludwig Zirner wurde als Sohn von Ella Elise Zirner (1878–1970), der Erbin des bekannten Wiener Bekleidungsgeschäftes Ludwig Zwieback & Bruder geboren, sein Vater war Franz Schmidt. „Ludi“ wurde aber von Alexander Zirner (1863–1924), dem Ehemann seiner Mutter, adoptiert. Seine älteren Halbgeschwister waren Renée Katharina (Kitty) Erös (1899–1948) und Hans Erich Zirner (1900–1960?).
Ludwig Zirner absolvierte die Wiener Musikakademie mit einem Diplom als Konzertpianist, teilweise studierte er – gegen den Willen seiner ebenfalls sehr musikalischen Mutter – Cello, Klavier und Komposition bei seinem leiblichen Vater – ohne das zu wissen, da er erst 1961 über die Tatsache informiert wurde, dass Schmidt sein Vater war. Auf Wunsch seiner Mutter übernahm er 1930 das Management des Geschäftshauses Ludwig Zwieback & Bruder Co.
Am 17. Februar 1939 emigrierte er zusammen mit seiner Mutter in die Vereinigten Staaten nach New York und wurde dort bereits am 28. März bei der Firma Orbachs, 14th at Union Square, angestellt. Ab circa 1948 wurde Zirner Music Director an der University of Illinois und gründete dort 1950 den Opernworkshop. Er wurde an der „School of Music“ Leiter der Opernabteilung. Zirner lehrte außerdem an der Stanford University und anderen amerikanischen Hochschulen. Darüber hinaus produzierte, inszenierte und dirigierte er bei verschiedenen Musikfestivals Opern, viele als amerikanische Erstaufführungen. Er diente auch als künstlerischer Berater der American National Opera Company.
Zirner war ab dem 3. Februar 1942 mit der Kostümdesignerin Laura Beata Wärndorfer (* 17. Oktober 1915, † 14. September 1984) aus der Familie Fritz Waerndorfers, des Mitbegründers der Wiener Werkstätte, verheiratet. Beider Sohn ist der Schauspieler August Zirner.